# 나이지리아-영국 관계

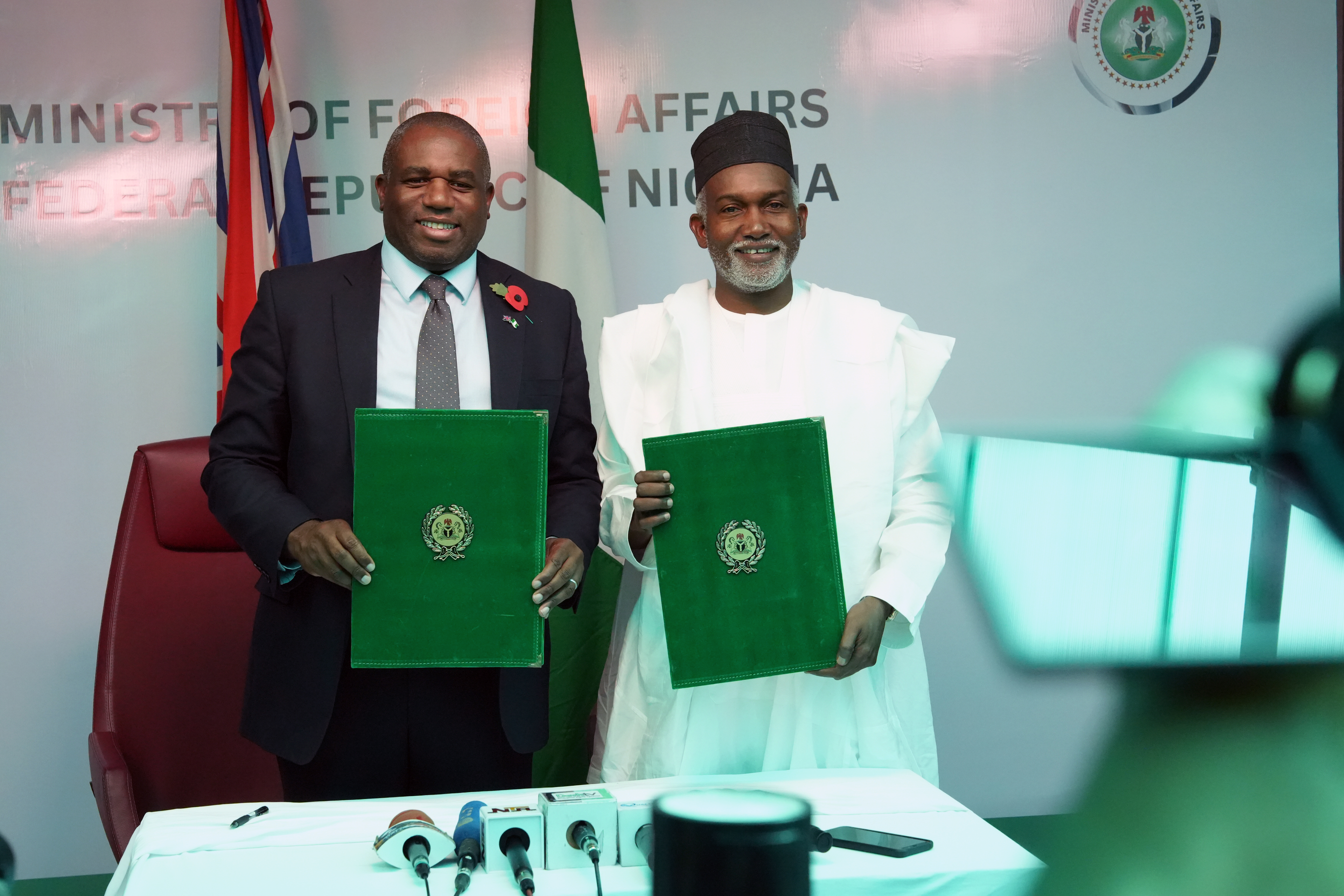
2024년 11월, 아부자에서 데이비드 래미 영국 외무장관과 유수프 투가르 나이지리아 외무장관

나이지리아–영국 관계는 나이지리아와 영국 간의 역사적, 외교적, 경제적, 정치적 유대를 포함한다. 영국은 1862년부터 1960년까지 나이지리아를 지배했으며, 1960년 나이지리아가 완전한 독립을 달성하였다. 나이지리아의 독립 이후, 양국은 1960년 10월 1일, 외교 관계를 수립하였다.
양국은 영연방, 국제형사재판소, 세계무역기구(WTO) 등의 기구에 공동으로 가입해 있다. 양자 관계 측면에서 두 국가는 개발 파트너십, 이중과세방지협정, 확대된 무역 및 투자 파트너십, 투자 협정, 안보 및 국방 파트너십 등을 맺고 있다.

## 역사
나이지리아와 영국의 관계는 오랜 식민 지배의 역사에 뿌리를 두고 있다. 영국은 19세기에 이 지역에 대한 지배를 공고히 했으며, 1914년 북부 보호령과 남부 보호령을 공식적으로 통합하여 현대 나이지리아를 형성하였다. 나이지리아는 1960년 10월 1일, 영국의 식민 지배로부터 독립을 이루었으며, 주권국가로서 영연방에 가입하였다.
독립 초기, 나이지리아는 종전의 종주국인 영국과 긴밀한 관계를 유지하면서도 자주성을 강하게 주장하였다. 예를 들어 1962년에는 앵글로-나이지리아 방위 협정 체결 시도에 대해 강한 대중적 반대가 일어나 신식민주의로 간주되며 협정이 철회되었다. 1967년부터 1970년까지 이어진 나이지리아 내전 동안에는 영국이 연방정부를 지지하며 분리주의 세력인 비아프라에 맞서 군사 지원을 제공하였다.
탈식민지 시기 양국 관계는 긴장과 갈등을 겪기도 했다. 1984년에는 런던에서 나이지리아 주도 하에 망명 정치인 우마루 디코를 납치하려 한 시도가 좌절되면서, 영국이 나이지리아 외교관들을 추방하고 양국 외교 관계가 수년간 단절되는 사태가 벌어졌다. 1990년대에는 사니 아바차 장군의 군사 정권 아래 양국 관계가 더욱 악화되었으며, 1995년 작가 켄 사로위와와 다른 활동가들의 처형 이후 나이지리아는 영연방에서 정식으로 정지 처분을 받았다.
양국은 1999년 나이지리아가 민간 통치로 복귀한 이후에야 외교 관계를 완전히 회복하였으며, 이후 영연방 및 기타 국제 무대에서 협력과 고위급 교류를 재개하였다. 이후 양국은 일반적으로 우호적인 관계를 유지해 왔으며, 민주적 거버넌스 및 개발 이니셔티브에서 협력하면서 역사적 유산을 함께 인식하고 있다. 양국은 2024년 공동 성명을 통해 양국 관계를 전략적 파트너십으로 격상시키기로 합의하였다.

## 경제 관계
나이지리아와 영국 간의 경제적 유대는 상당히 크고 다면적이다. 영국은 오랫동안 나이지리아의 주요 교역국 중 하나였으며, 유니레버, 쉘, PZ 커슨스, 디아지오와 같은 영국 기업들은 수십 년 동안 나이지리아에서 운영되어 왔다. 2024년 양국 간 재화 및 서비스 분야의 양자 교역은 약 72억 파운드 규모였으며, 이는 영국이 유럽 내에서 나이지리아의 주요 교역 파트너 중 하나임을 보여준다(다만 이는 영국의 전 세계 교역 중 약 0.4%에 해당한다). 교역수지는 대체로 영국에 유리하며, 영국의 나이지리아 수출품에는 기계류, 기술, 완제품이 포함되고, 영국이 나이지리아로부터 수입하는 품목은 석유와 기타 천연자원이 주를 이룬다.
에너지 분야의 유대는 특히 중요하다. 나이지리아 석유 산업에는 영국의 투자가 크게 이루어져 있으며, 쉘과 다른 기업들이 오랫동안 나이저강 삼각주에서 석유를 추출해 왔다. 영국은 또한 외국인직접투자(FDI)와 자본 유입의 주요 원천이기도 하며, 에너지 인프라 등 분야의 프로젝트에 자본이 들어오고 있다(예: 영국의 개발금융기관은 나이지리아 아주라 가스 발전소를 지원하였다). 양국 정부는 투자 확대를 목표로 한 이중과세방지협정과 확대된 무역 및 투자 파트너십과 같은 협정을 통해 경제 협력을 강화하기 위해 노력해 왔다.

## 문화적 관계
나이지리아와 영국은 역사적 연계와 상당한 이주 흐름을 바탕으로 풍부한 문화적 관계를 누리고 있다. 영국에는 규모가 큰 나이지리아 디아스포라 공동체가 거주하고 있으며, 2021년 기준 약 30만 명의 영국 거주자가 나이지리아 출신이었다. 이는 나이지리아인이 영국 내 가장 큰 아프리카계 이민 집단 중 하나임을 보여준다. 이 디아스포라는 양국 간의 중요한 가교 역할을 하고 있으며, 영국의 문화적 다양성에 기여하는 동시에 나이지리아로 상당한 규모의 송금을 보내고 있다. 영국은 나이지리아로의 디아스포라 송금액 기준 상위권에 속하는 국가 중 하나이다.